# 프라시올라목
프라시올라목(Prasiolales)은 분류학에서 트레보욱시아강에 속하는 녹조류 목의 하나이다. 3개 과에 128종을 포함하고 있다.

## 하위 분류
- 콜리엘라과 (Koliellaceae)
- 민물파래과 또는 프라시올라과 (Prasiolaceae)
- 스티코콕쿠스과 (Stichococcaceae)
- incertae sedis
  - Elliptochloris